# Tegevajaro Miyazaki
Tegevajaro Miyazaki är ett fotbollslag från Miyazaki, Miyazaki prefektur, Japan. Laget spelar för närvarande (2022) i den näst högsta proffsligan J3 League.

## Historia
Tegevajaro Miyazaki grundades 1965 under namnet Kadokawa Club.

## Placering tidigare säsonger
| Säsong | Nivå | Liga      | Placering | Referens | Notering |
| ------ | ---- | --------- | --------- | -------- | -------- |
| 2021   | 3    | J3 League | 3         | [ 1 ]    | Pandemin |
| 2022   | 3    | J3 League | 9         | [ 2 ]    |          |
| 2023   | 3    | J3 League | 19        | [ 3 ]    |          |
| 2024   | 3    | J3 League | 15        | [ 4 ]    |          |

## Trikåer
| Hemmakit    | Hemmakit |
| ----------- | -------- |
| 2018 - 2020 | 2021     |

| Bortaställ  | Bortaställ |
| ----------- | ---------- |
| 2018 - 2020 | 2021       |

## Spelartrupp
Aktuell 23 december 2021
| Nr | Land    | Pos | Namn                   |
| -- | ------- | --- | ---------------------- |
| 1  | Japan   | MV  | Koki Ito               |
| 2  | Japan   | F   | Ikiru Aoyama           |
| 3  | Japan   | F   | Shintaro Ihara         |
| 5  | Japan   | F   | Junya Kurose           |
| 7  | Japan   | MF  | Kazuki Chibu           |
| 8  | Japan   | MF  | Tatsuya Onodera        |
| 10 | Japan   | A   | Shoma Mizunaga         |
| 11 | Japan   | A   | Kosuke Fujioka         |
| 13 | Japan   | F   | Kota Ishida            |
| 14 | Nigeria | A   | Samuel Abiodun Saanumi |
| 15 | Japan   | MF  | Hirotaka Uchizono      |
| 16 | Japan   | MF  | Yuta Mishima           |
| 17 | Japan   | MF  | Ryosuke Maeda          |
| 18 | Japan   | MF  | Ryo Watanabe           |

| Nr | Land  | Pos | Namn              |
| -- | ----- | --- | ----------------- |
| 20 | Japan | A   | Keigo Hashimoto   |
| 21 | Japan | MF  | Kenta Okuma       |
| 22 | Japan | F   | Kō Watahiki       |
| 23 | Japan | MF  | Yudai Tokunaga    |
| 25 | Japan | A   | Kaito Umeda       |
| 26 | Japan | F   | Tsuyoshi Fujitake |
| 28 | Japan | F   | Ryuya Ohata       |
| 32 | Japan | MV  | Kenta Ishii       |
| 33 | Japan | F   | Kenji Dai (kap.)  |
| 36 | Japan | A   | Makoto Mimura     |
| 37 | Japan | F   | Hiroki Okuda      |
| 38 | Japan | F   | Masafumi Miyagi   |
| 47 | Japan | MV  | Shunsuke Ueda     |